# Acústico de Primeira
Acústico de Primeira é o álbum de estreia da dupla sertaneja brasileira Fred & Fabrício, lançado em 23 de abril de 2021 de forma independente. Lançado inicialmente como um projeto entre os cantores Fabrício Fiori e Fred Liel, o álbum, no maior estilo "voz e violão", traz regravações de clássicos da música sertaneja e de outros gêneros musicais, contando apenas com a única inédita Proposta Alcoolizada, de autoria de Fátima Leão. Para um álbum de estreia, a dupla chamou atenção pelo formato inédito: o revezamento de primeira e segunda voz entre os cantores, o que fez Fred & Fabrício serem conhecidos como "dupla de quatro vozes".[carece de fontes?]
“Nós tínhamos carreiras solo e fomos fazer um show cada um na casa de um jogador de futebol. Na hora, o show acabou atrasando e tivemos que cantar juntos e ficou legal, gostamos. Um tempo depois, a gente decidiu gravar o 'Acústico de Primeira' nesse esquema invertendo as vozes, foi um sucesso e sugeriram que a gente virasse uma dupla” – Fabrício
"Fizemos aquilo que escutamos a vida inteira. E, sem querer, acabamos achando um novo jeito de cantar. Acredito que a gente acaba criando uma tendência para a nova geração"– Fred.

## Lista de faixas
| N.º            | Título                                                                                 | Compositor(es)                                                                                      | Artista original                                            | Duração  |  |
| 1.             | "Meu Coração Está Amando"                                                              | Lia Soares / Márcio Cruz                                                                            | Alex & Konrado                                              | 3:54     |  |
| 2.             | "Pot-Pourri: Vem Fazer Amor Comigo / Bobo / Copo de Vinho / Dor de Amor Não Tem Jeito" | César Augusto / César Rossini Augusto / Piska                                                       | Leandro & Leonardo                                          | 7:00     |  |
| 3.             | "Pot-Pourri: Tempo Ao Tempo / Vida Dividida"                                           | Roberta Miranda                                                                                     | Chrystian & Ralf                                            | 3:53     |  |
| 4.             | "Pot-Pourri: Da Boca Pra Fora / Foi a Primeira Vez / Preciso Ser Amado"                | Nildomar Dantas Augusto / Piska                                                                     | Zezé Di Camargo & Luciano                                   | 7:01     |  |
| 5.             | "Anjo da Madrugada"                                                                    | Cesar Lemos / Karla Aponte / Ray Veja                                                               | Cleiton & Camargo                                           | 2:54     |  |
| 6.             | "Pot-Pourri: Culpados / Atitude / Me Deixe Só / Te Busquei nas Avenidas"               | Adalberto Marcos Paulo / Rica Tostes Alcir Tostes Áureo Adryenn / Lucas Robles / Maurício Gasperini | Adalberto & Adriano Sérgio & Tchelo                         | 7:53     |  |
| 7.             | "Pot-Pourri: Loucura Demais / Louco Por Ela / Se Ligue em Mim"                         | Augusto / Piska Piska / Eduardo / Adriano Carlos Randall / Danimar                                  | Chrystian & Ralf                                            | 6:49     |  |
| 8.             | "Pot-Pourri: Sai Dessa Coração / Tentativas / Aperte o Play"                           | Randall / Jefferson Farias Paulo Debétio / Paulinho Rezende                                         | Gian & Giovani                                              | 5:31     |  |
| 9.             | "Pot-Pourri: Apenas Um Sorriso / Só Sei Te Amar"                                       | Alexandre / Fátima Leão / Netto Tom Lima                                                            | Bruno & Marrone                                             | 3:12     |  |
| 10.            | "Pot-Pourri: Sua Ida (I Need You) / Tá Na Cara / Eu Não Contava Com Isso"              | Barry Richards / Bobby Hart; versão: Mont'alves / J A Logo Maicon Elias Muniz                       | Lucas & Luan Marlon & Maicon Adalberto & Adriano            | 5:23     |  |
| 11.            | "Pot-Pourri: Dona de Casa / Piscina"                                                   | Benedito Seviero / Waldemar de Freitas Assunção José Fortuna / Paraíso                              | Chrystian & Ralf                                            | 3:43     |  |
| 12.            | "Pot-Pourri: Cicatriz / Doces Palavras / Pedras"                                       | Alexandre / Jotha Luiz Chico Roque Randall / Tivas                                                  | Renê & Ronaldo Ataíde & Alexandre Zezé Di Camargo & Luciano | 5:08     |  |
| 13.            | "Pot-Pourri: Inseparáveis / Somos Assim"                                               | Dalmo Bellotti / Michael Sullivan Debétio / Rezende                                                 | Chitãozinho & Xororó                                        | 4:02     |  |
| 14.            | "Bella Senz'anima"                                                                     | Americo Cassella / Marco Luberti / Riccardo Cocciante                                               | Riccardo Cocciante                                          | 4:20     |  |
| 15.            | "La Barca"                                                                             | Roberto Cantoral                                                                                    | Luis Miguel                                                 | 2:17     |  |
| 16.            | "Proposta Alcoolizada"                                                                 | Leão                                                                                                | inédita                                                     | 3:19     |  |
| Duração total: | Duração total:                                                                         | Duração total:                                                                                      | Duração total:                                              | 01:16:19 |  |

## Recepção
Segundo Edna Barbosa, professora de canto especializada em segunda voz e cantora, com sua irmã Dinah, na dupla Irmãs Barbosa, isso só é possível porque os dois têm uma musicalidade aguçada e sabem fazer bem tanto a primeira quanto a segunda voz. Ela, que tem 40 anos de música sertaneja, confirma que é algo inédito:
"Vai ser o diferencial deles. O padrão das duplas é sempre ter uma voz excepcional, que canta e interpreta muito as partes agudas e grandes, e outra que vem para deixar isso mais bonito, mais belo. Desse jeito que está sendo formada a dupla deles, vai fugir totalmente. É o que eu chamo de dueto variante, que é muito difícil de fazer"
Influenciadores da música sertaneja no YouTube, como Dudu Purcena, do canal Alma Sertaneja, e Marcus Bernardes, o "Marcão", do canal Blognejo, comentaram sobre o projeto na época.

### Futuro
Após a repercussão, a dupla se oficializou como Fred & Fabrício, assinaram contrato com a Som Livre, gravadora da qual estão até os dias atuais, e são apadrinhados e empresariados pelas duplas Hugo & Guilherme e Jorge & Mateus.
Algumas faixas, que são releituras de sucessos da dupla Zezé Di Camargo & Luciano, de autoria do próprio Zezé Di Camargo, foram excluídas do álbum. O pot-pourri de Andorinha Machucada e É Minha Vida não está presente no álbum, como também a faixa Da Boca Pra Fora / Foi a Primeira Vez / Preciso Ser Amado está incompleta, na qual, originalmente, acrescentava a releitura de Amor Selvagem. Da mesma forma, Cicatriz / Doces Palavras / Pedras também continha releituras de Bandido com Razão, Garoto de Rua e Meu País, retiradas do álbum por direitos autorais.

## Certificações
| País (Provedor)          | Data | Certificação | Streams     |
| ------------------------ | ---- | ------------ | ----------- |
| Brasil (Paris Produções) | 2022 | Ouro         | +20 000 000 |
| Brasil (Paris Produções) | 2024 | 2× Platina   | +80 000 000 |